# Gary Holdsworth
Gary Holdsworth, född 1 augusti 1941, är en australisk friidrottare. Han deltog vid olympiska sommarspelen 1964.